# Les Noës
Les Noës là một xã trong tỉnh Loire miền trung nước Pháp.